# Callyspongia cylindrica
Callyspongia cylindrica är en svampdjursart som först beskrevs av Lendenfeld 1886.  Callyspongia cylindrica ingår i släktet Callyspongia och familjen Callyspongiidae. Inga underarter finns listade i Catalogue of Life.